# Viktor Borisov-Moesatov

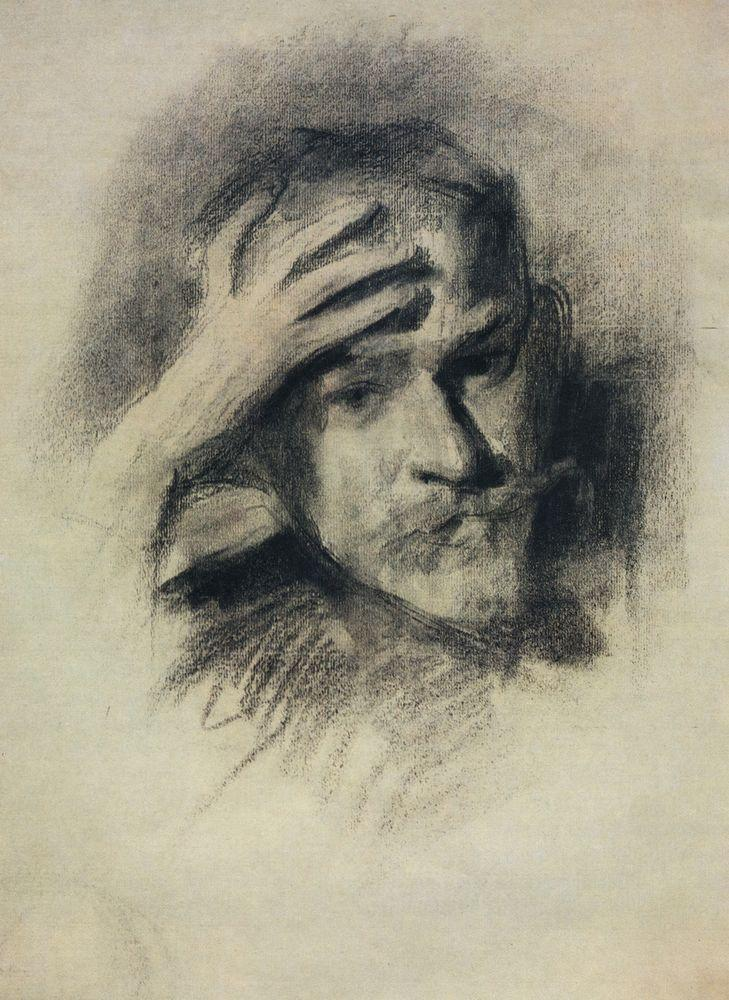
Zelfportret, 1904-1905

Viktor Elpidiforovitsj Borisov-Moesatov (Russisch: Виктор Эльпидифорович Борисов-Мусатов) (Saratov, 14 april [O.S. 2 april] 1870 - Taroesa, 8 november [O.S. 26 oktober] 1905) was een Russische schilder, die bekend werd door zijn postimpressionistische stijl, die bestond uit een mengeling van symbolisme, een decoratieve stijl en realisme. Met Michail Vroebel wordt hij wel beschouwd als de schepper van het Russische symbolisme.

## Biografie
Viktor Moesatov (de naam Borisov voegde hij later toe) ging in 1890 naar de kunstacademie van Moskou en een jaar later naar de academie in Sint-Petersburg. Hier was hij een leerling van Pavel Tsjistjakov. Het vochtige klimaat daar was niet goed voor zijn gezondheid (Moesatov had overigens een bochel door een beschadiging van zijn ruggengraat) en hij keerde weer terug naar de academie van Moskou. Zijn vroege werken, zoals Meibloemen (1894) werden door de schoolleiding beschouwd als decadent, maar zijn mede-leerlingen vonden het prachtig en beschouwden Borisov als de leider van een nieuwe kunstbeweging.
In 1895 vertrok Moesatov naar Parijs, waar hij drie jaar studeerde bij Fernand Cormon. Hij was gefascineerd door de kunst van zijn Franse tijdgenoten, met name de symbolistische schilderijen van Pierre Puvis de Chavannes en het werk van Berthe Morisot. In 1898 keerde hij terug naar Rusland, waar hij werd overvallen door fin de siècle-gevoelens. Daarnaast kreeg hij geldproblemen, die pas aan het eind van zijn leven verdwenen toen verzamelaars zijn schilderijen gingen kopen. Als reactie op zijn sombere gemoedstoestand begon hij in zijn werk een half-illusionaire wereld van de 19e-eeuwse adel te scheppen, met hun parken en buitenhuizen. Deze wereld was voor een deel gebaseerd op het landgoed van prinses Prozorvki-Golitsyn-Zoebrilovka. Hij ging nu met tempera en pastel werken en aquarelleren, omdat hij met deze technieken beter subtiele visuele effecten kon bereiken. 
Borisov-Moesatov was lid van de Mir Iskoesstva en een van de oprichters en leiders van een kunstenaarsvereniging in Moskou, waarvan onder meer Pavel Koeznetsov, Martiros Sarjan, Nikolaj Sapoenov en Sergej Soedejkin lid waren. 
Een beroemd schilderij dat hij in die tijd maakte, was De vijver (1902), waarin hij de twee belangrijkste vrouwen uit zijn leven afbeeldde: zijn zuster Yelena Moesatova en zijn latere vrouw, de kunstenares Jelena Aleksandrova.
In 1904 had Borisov-Moesatov in enkele steden in Duitsland een succesvolle tentoonstelling. In de lente van 1905 hing zijn werk in de Salon de la Société des Artistes Française. Zijn laatste voltooide werk was Requiem, opgedragen aan de herinnering van een vriend, Nadezjda Stanjoekovitsj. Het werk suggereerde een ontwikkeling naar een neoclassicistische stijl.
Borisov-Moesatov stierf aan de gevolgen van een hartaanval. Hij werd begraven aan een oever van de Oka, nabij Taroesa. Op zijn graf staat een beeld van een slapende jongen, gemaakt door Aleksandr Matvejev, een volgeling van Borisov.

## Werken

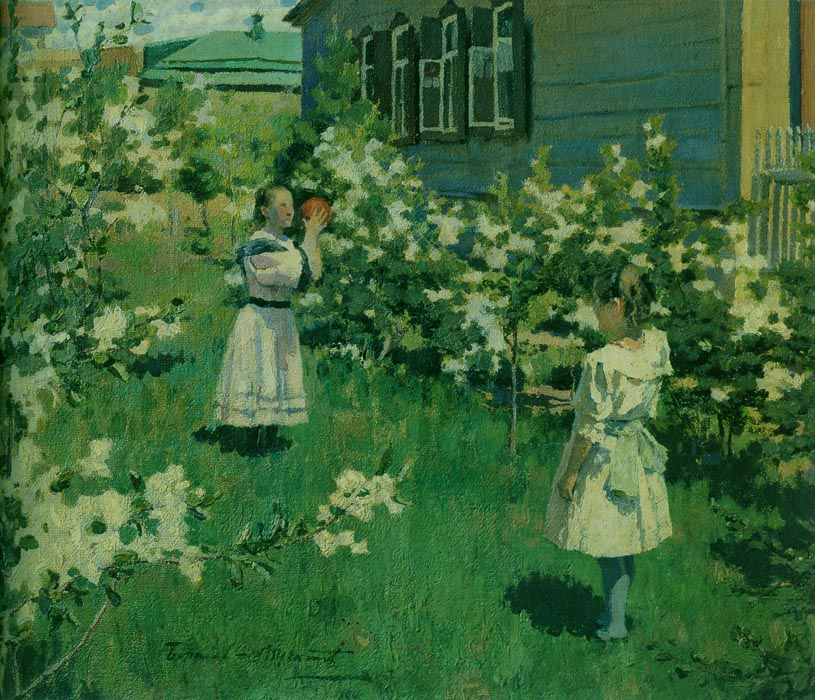
Meibloemen (1894)
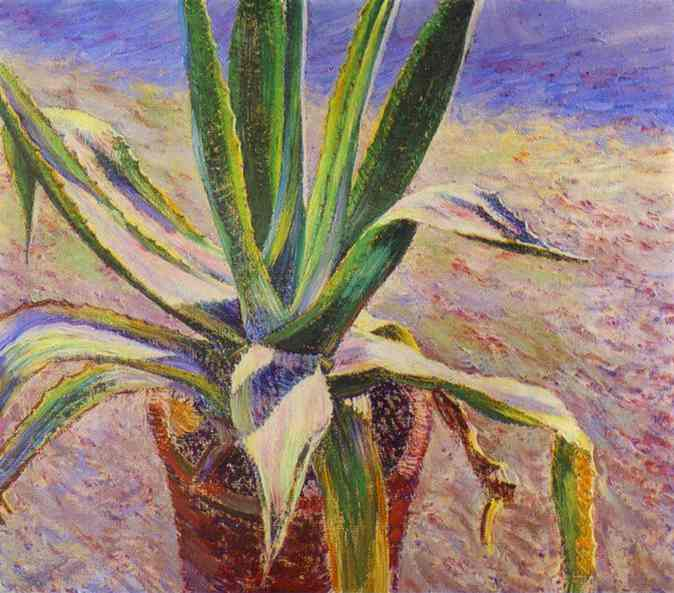
Agave (1897)
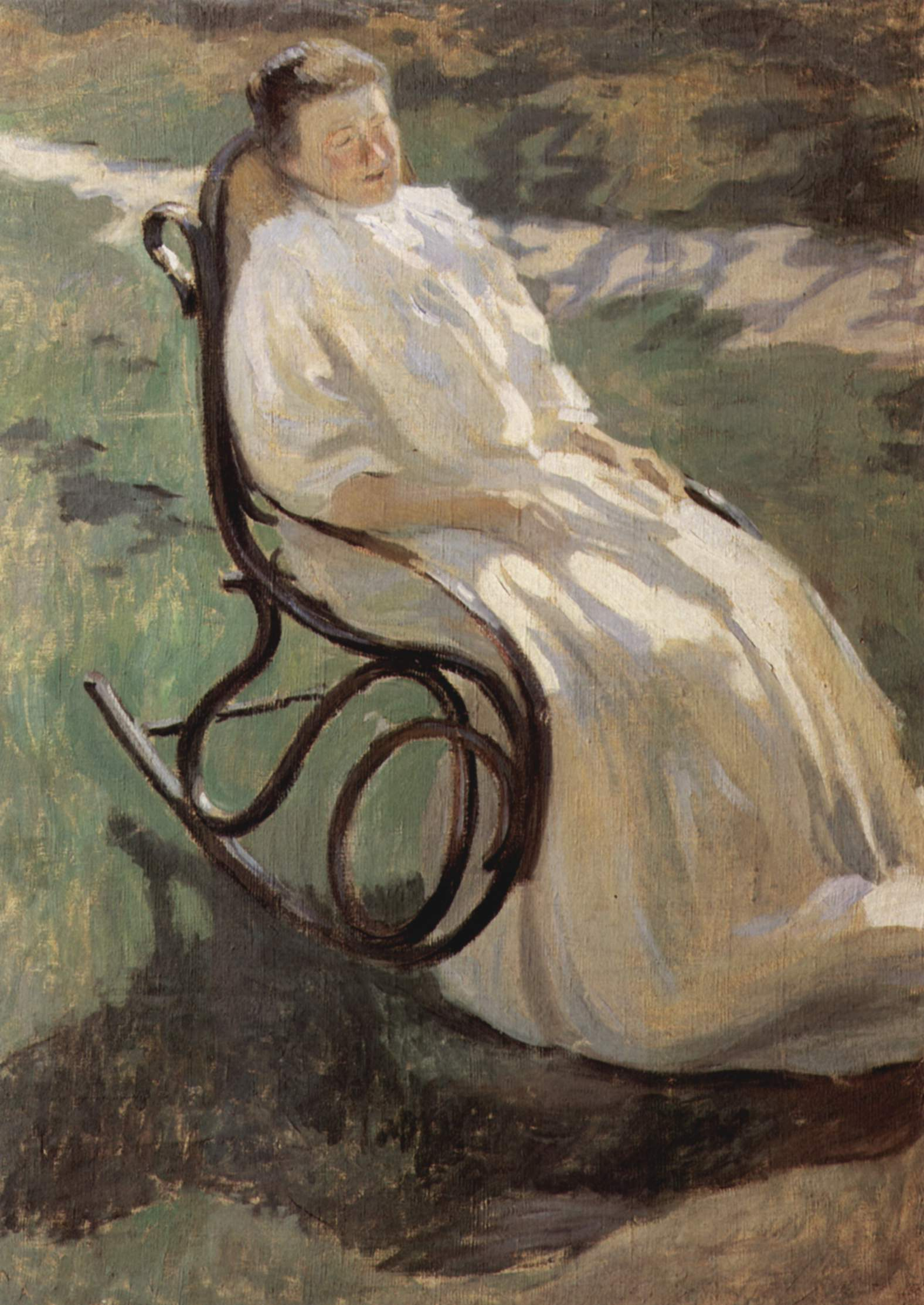
Dame in schommelstoel (1897)
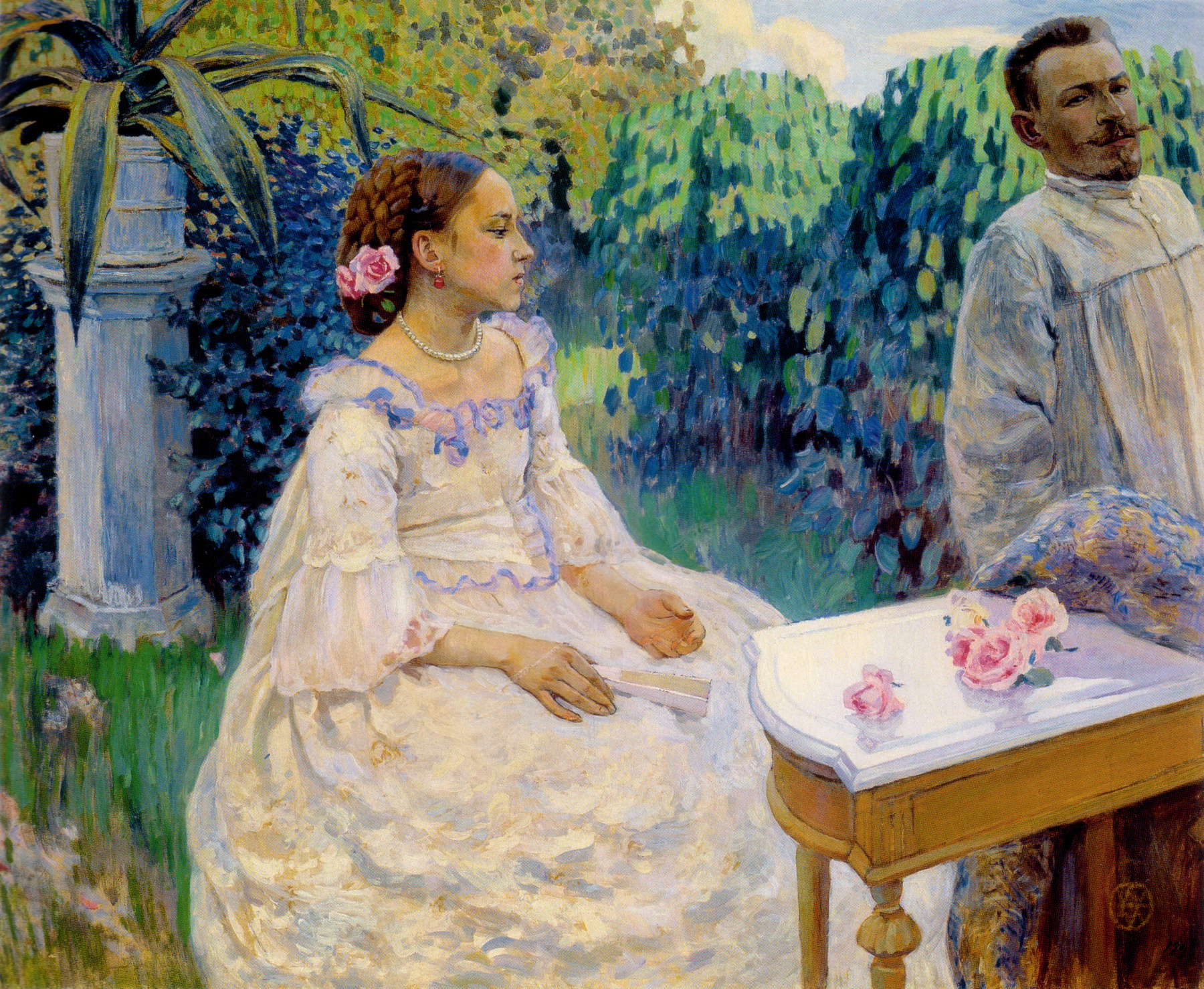
Zelfportret met zijn zuster (1898)
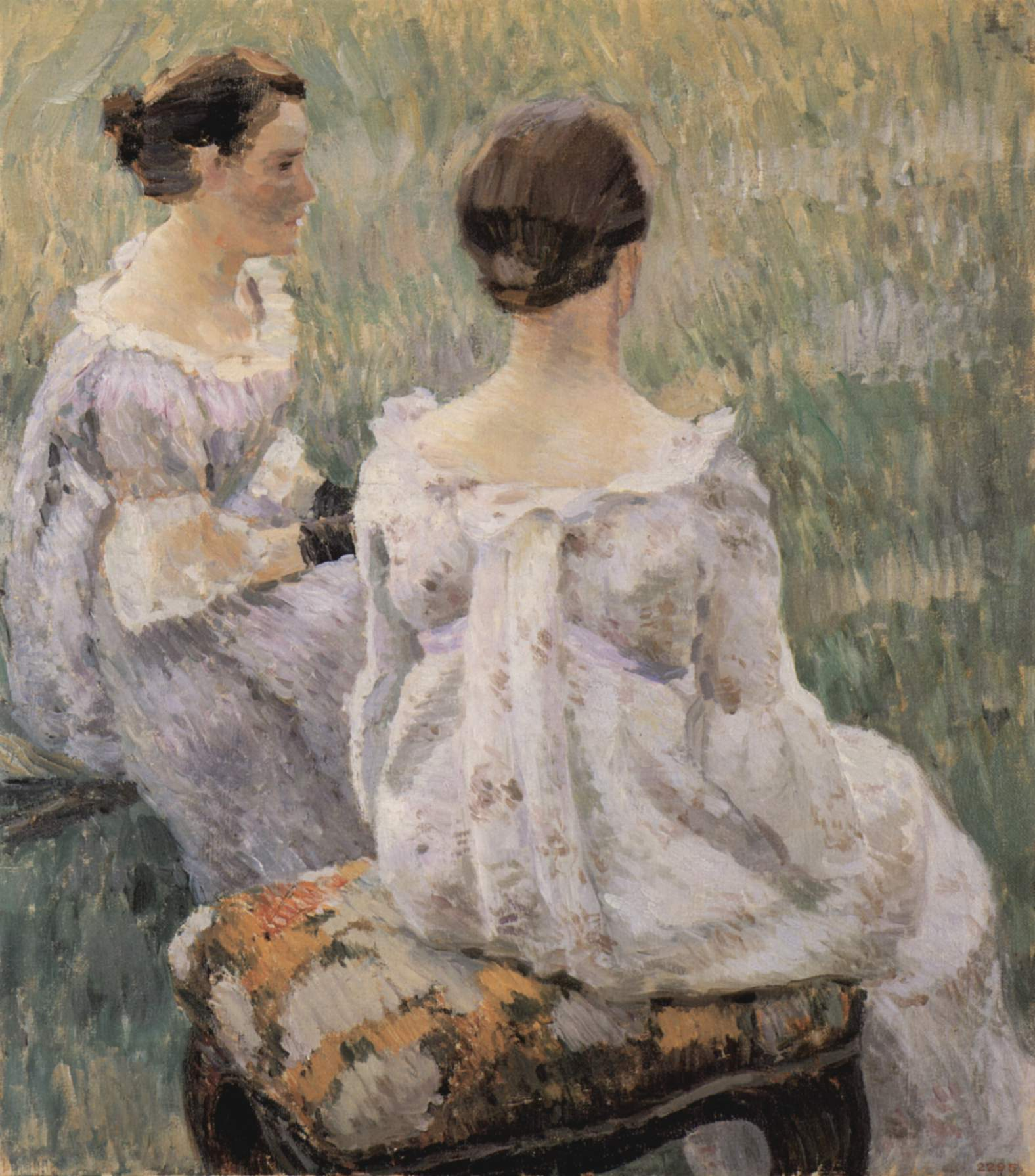
Twee dames (1899)
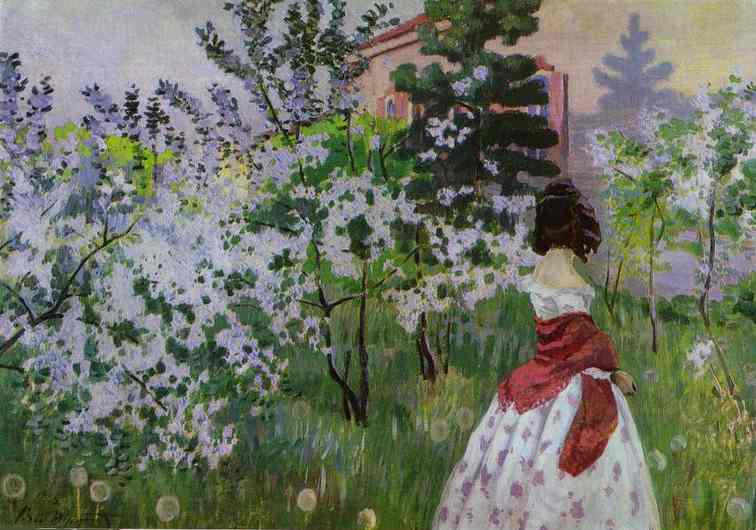
Lente (1898-1901)
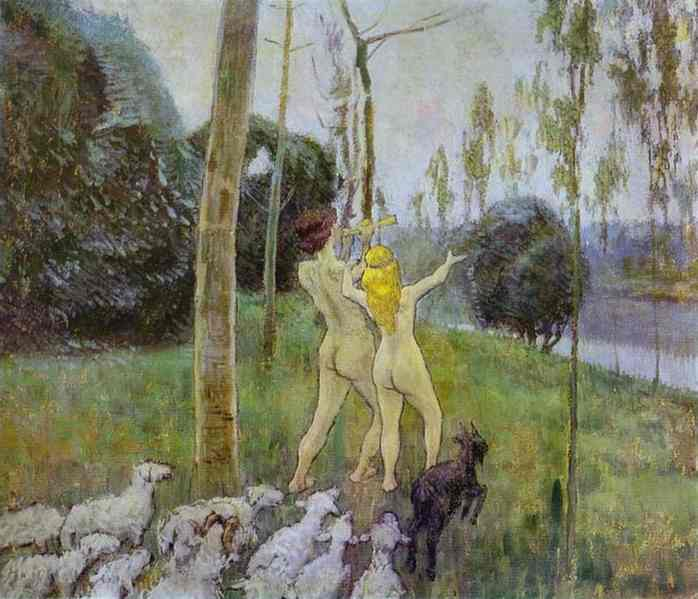
Daphnis en Chloë (1901)
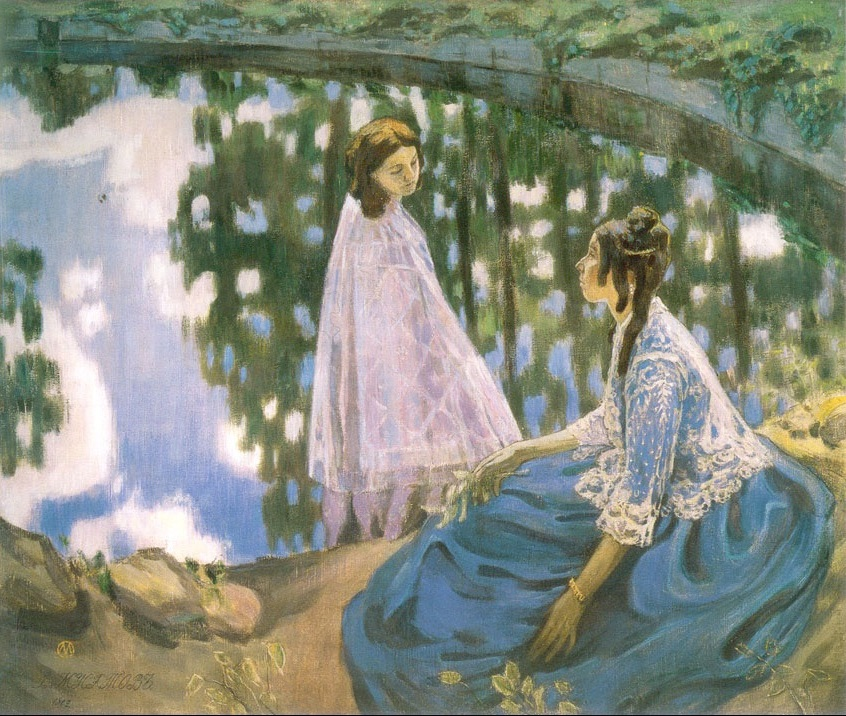
De vijver (1902)
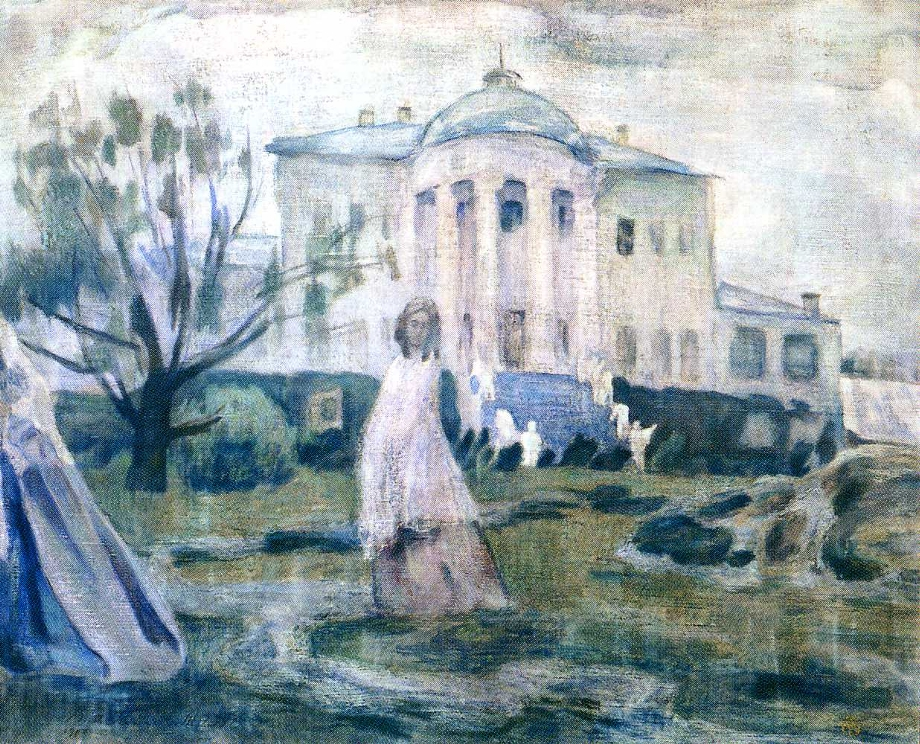
Geesten (1903)
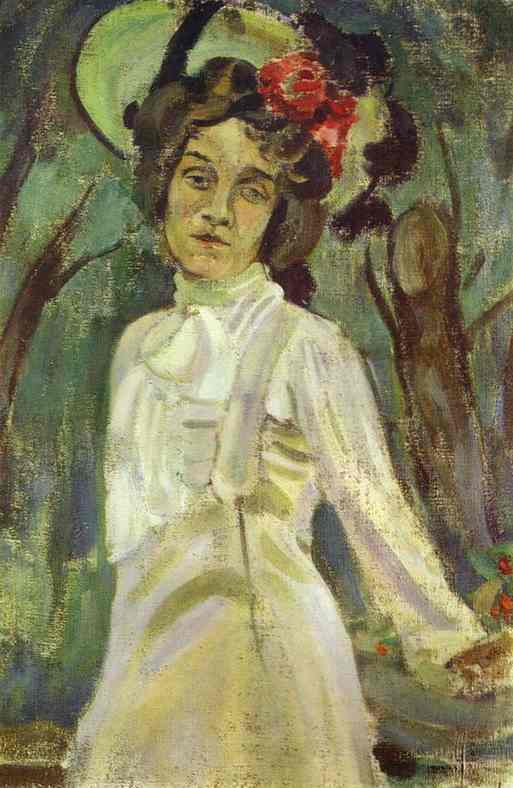
Portret van Nadezjda Stanjoekovitsj (1903)
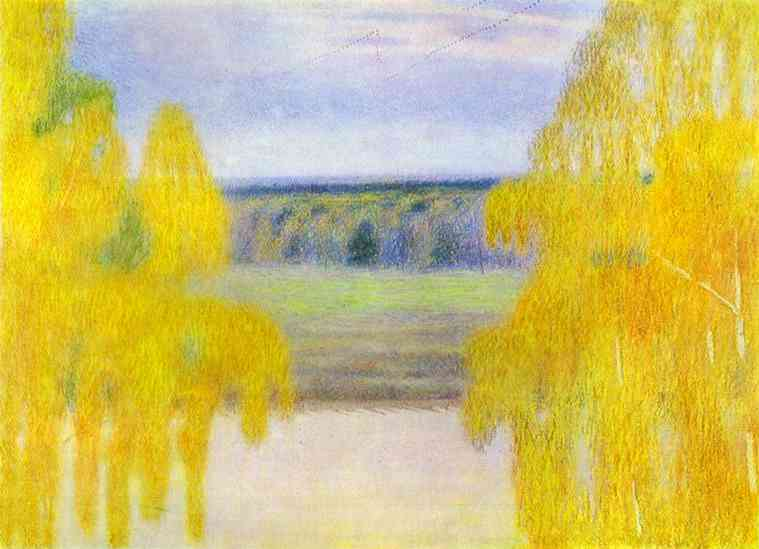
Herfstlied (1905)
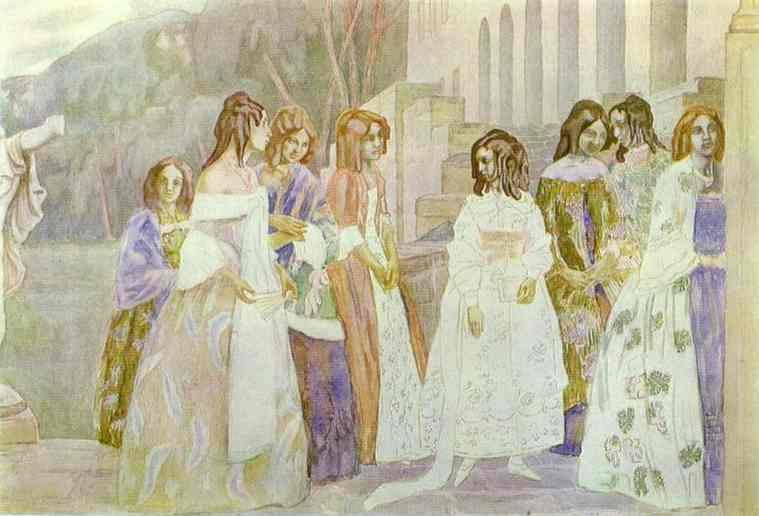
Requiem (1905)

- Gemeinsame Normdatei: 119217384
- International Standard Name Identifier: 0000 0001 2102 2995
- Library of Congress Control Number: n80117376
- Nationale Bibliotheek van Letland: 000309037
- MusicBrainz: 1366c511-27cd-4879-ae5a-8591442ad270
- Nationale Bibliotheek van Tsjechië: jn20011211162
- Nationale Bibliotheek van Israël: 987007303147205171
- Nederlandse Thesaurus van Auteursnamen: 306115220
- RKD-Nederlands Instituut voor Kunstgeschiedenis: 10794
- Système universitaire de documentation: 091954495
- Union List of Artist Names: 500009209
- Virtual International Authority File: 72199293
- WorldCat: E39PBJrCc3qryp4wP744rvKKh3